# Finančni mehanizem EGP in Norveški finančni mehanizem
Finančni mehanizem Evropskega gospodarskega prostora in Norveški finančni mehanizem sta sklada, ustanovljena leta 1994. Sedež imata v Bruslju. Namenjena sta sofinanciranju socialnih programov držav članic EU v Jugovzhodni Evropi in na Portugalskem.
Od ustanovitve se je povečeval finančni obseg sklada, prav tako število držav prejemnic.

## Finančno obdobje 2014–2021
Leta 2014, na začetku novega finančnega obdobja, je Španija nehala biti država prejemnica.
Sklad EGP je v tem obdobju vreden 1,5 milijarde evrov in prejema denar od Islandije (3%), Lihtenštajna (1,2%) in Norveške (95,8%), pri čemer sta upoštevana njihova velikost in BDP. Norveški sklad pa je, kot pove že ime, finančna odgovornost Norveške in obsega 1,3 milijarde evrov.

### Spori
Madžarska ni prejela načrtovanih sredstev, saj se z državami donatorkami ni sporazumela glede upravljanja sredstev.

## Vloga mehanizma EGP in Norveškega finančnega mehanizma
Norveško finančno pomoč v državah prejemnicah sprejemajo z mešanimi občutki. Grški premier Antonis Samaras je izrazil hvaležnost, poljski premier Donald Tusk pa je sklad leta 2011 označil za odlično propagando za Norveško in Evropo. Raziskovalci Norveškega inštituta za mednarodne zadeve v Oslu menijo, da je sklad v političnem smislu preveč marginalen, da bi Norveški omogočal pritisk na EU, da finančna pomoč sama po sebi ne izboljša meddržavnih odnosov, da je delovanje sklada preveč fragmentirano na različna področja in da mu norveški politiki ne namenjajo dovolj pozornosti zaradi nizke podpore norveške javnosti. Kot primer so navedli norveško državno televizijo, ki jo je zmotilo financiranje lokalnih bolnišnic na Poljskem, medtem ko se domače zapirajo.

## Sklic
1. 1 2  »History | EEA Grants«. eeagrants.org (v angleščini). Pridobljeno 13. novembra 2021.
2. ↑  »Countries List«. eeagrants.org (v angleščini). Pridobljeno 13. novembra 2021.
3. ↑  »EEA and Norway Grants«. linkedin.com (v angleščini).
4. 1 2  Johnsen, Tom O.; Rieker, Pernille (23. december 2014). »The EEA and Norway Grants: A Source of Soft Power?«. Journal of European Integration (v angleščini). Routledge. doi:10.1080/07036337.2014.987139. Pridobljeno 13. novembra 2021.
5. ↑  »About Us | EEA Grants«. eeagrants.org (v angleščini). Pridobljeno 13. novembra 2021.
6. ↑  »No agreement reached on funding for Hungary«. eeagrants.org (v angleščini). 23. julij 2021. Pridobljeno 13. novembra 2021.